# دیپ ران (ویرجینیای غربی)
دیپ ران (به انگلیسی: Deer Run) یک منطقهٔ مسکونی در ایالات متحده آمریکا است که در شهرستان پندلتن، ویرجینیای غربی واقع شده‌است.